# 埃德加·德加
伊莱尔-日耳曼-埃德加·德加（法語：Hilaire-Germain-Edgar de Gas，法語：[ilɛːʁ ʒɛʁmɛ̃ ɛdɡaʁ də ɡɑ]，1834年7月19日—1917年9月27日），生於巴黎，法国印象派画家、雕塑家。

## 生平
德加生于法国巴黎。他曾在巴黎藝術學院学习绘画，受到安格尔的很大影响。藉着1855年萬國博覽會舉辦安格爾回顧展的機會，竇加與安格爾相見並臨摹了許多他的作品。德加富于创新的构图、细致的描绘和对动作的透彻表达使他成为19世纪晚期现代艺术的大师之一。他最著名的绘画题材包括芭蕾舞演员和其他女性、以及赛马。他通常被认为是属于印象派，但他的有些作品更具古典、现实主义或者浪漫主义画派风格。
居住於巴黎蒙马特高地期间，他与绘画模特苏珊·瓦拉东曾保持亲密关系。在德加的鼓励下，瓦拉东坚持绘画的尝试，她后来成为当时最著名的女画家之一。
德加于1872年－1873年间，居住在美国路易斯安那州新奥尔良。这期间他创作的“新奥尔良棉花交易所”是唯一一幅他在世时被博物馆收购的作品。
1880年代起，德加的视力开始衰退。此后，他的创作转向雕塑和彩色蜡笔画，这些对视力要求不高。
德加死于巴黎，葬在巴黎蒙马特墓地。
现在，德加作品的售价有的达到1600万美元。

## 畫作

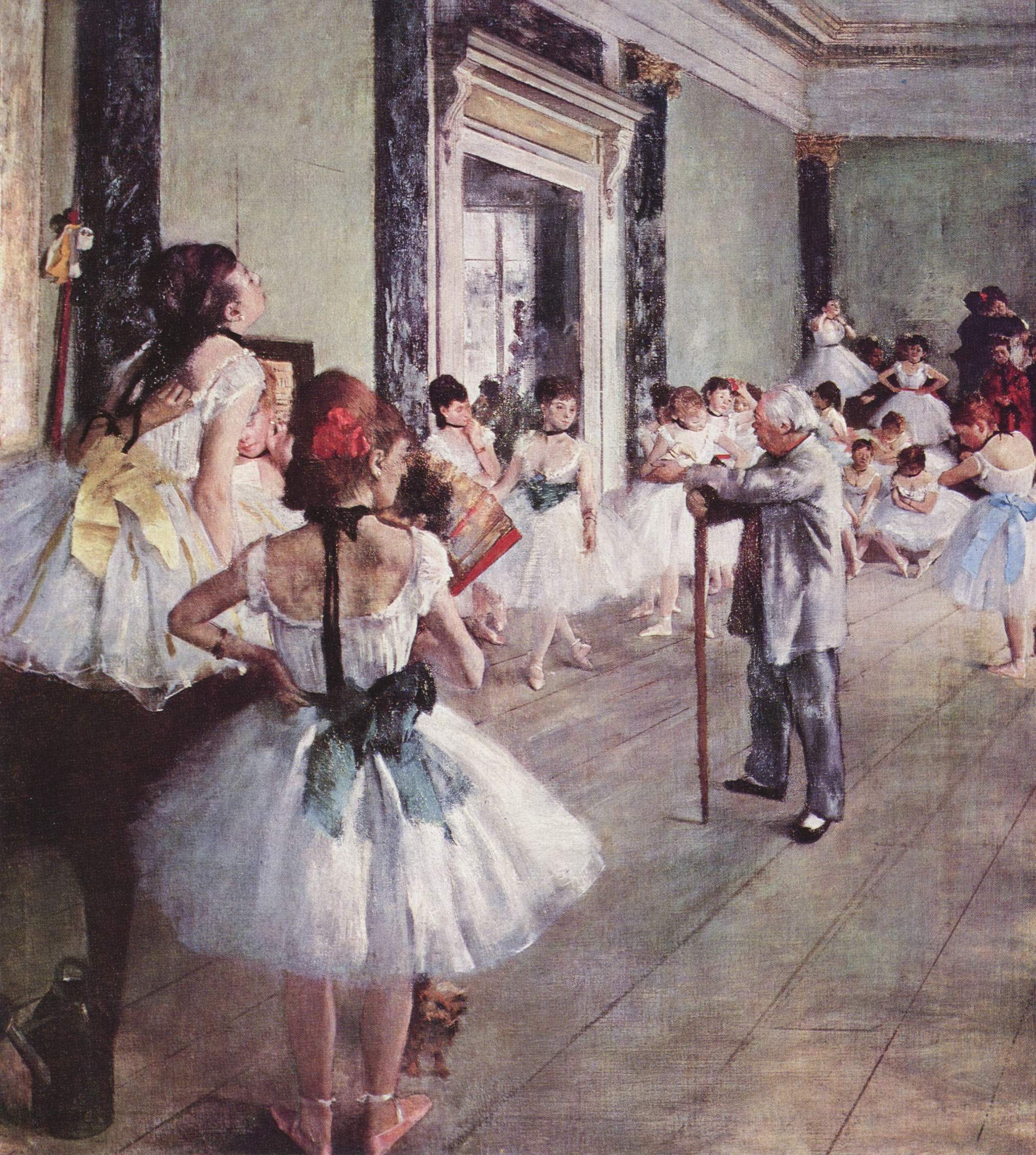
《舞蹈課》(La classe de danse)，1873年－1875年，收藏於奧塞美術館
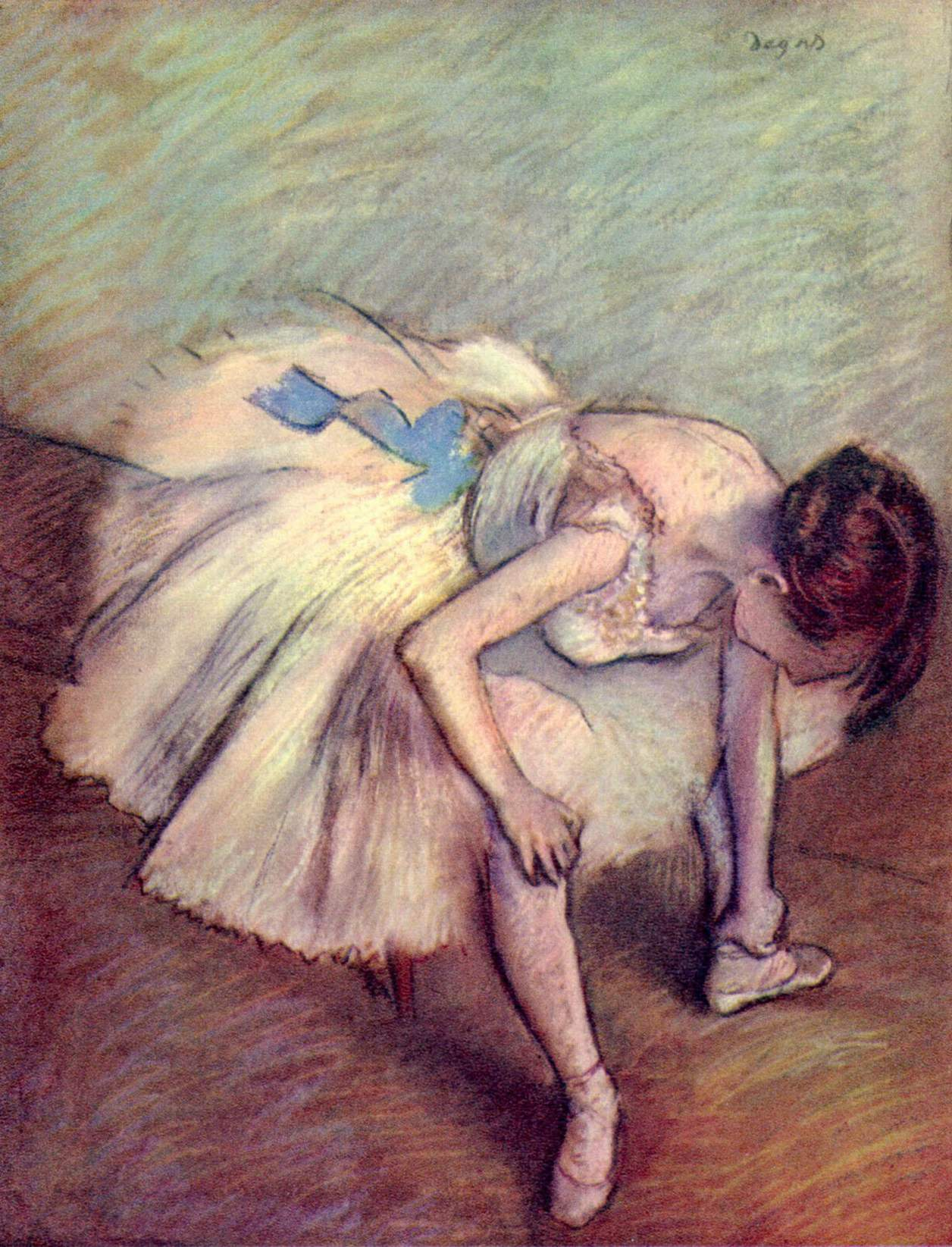
《調整舞鞋的舞者》(Dancer Adjusting Her Slipper)，1890年，私人收藏
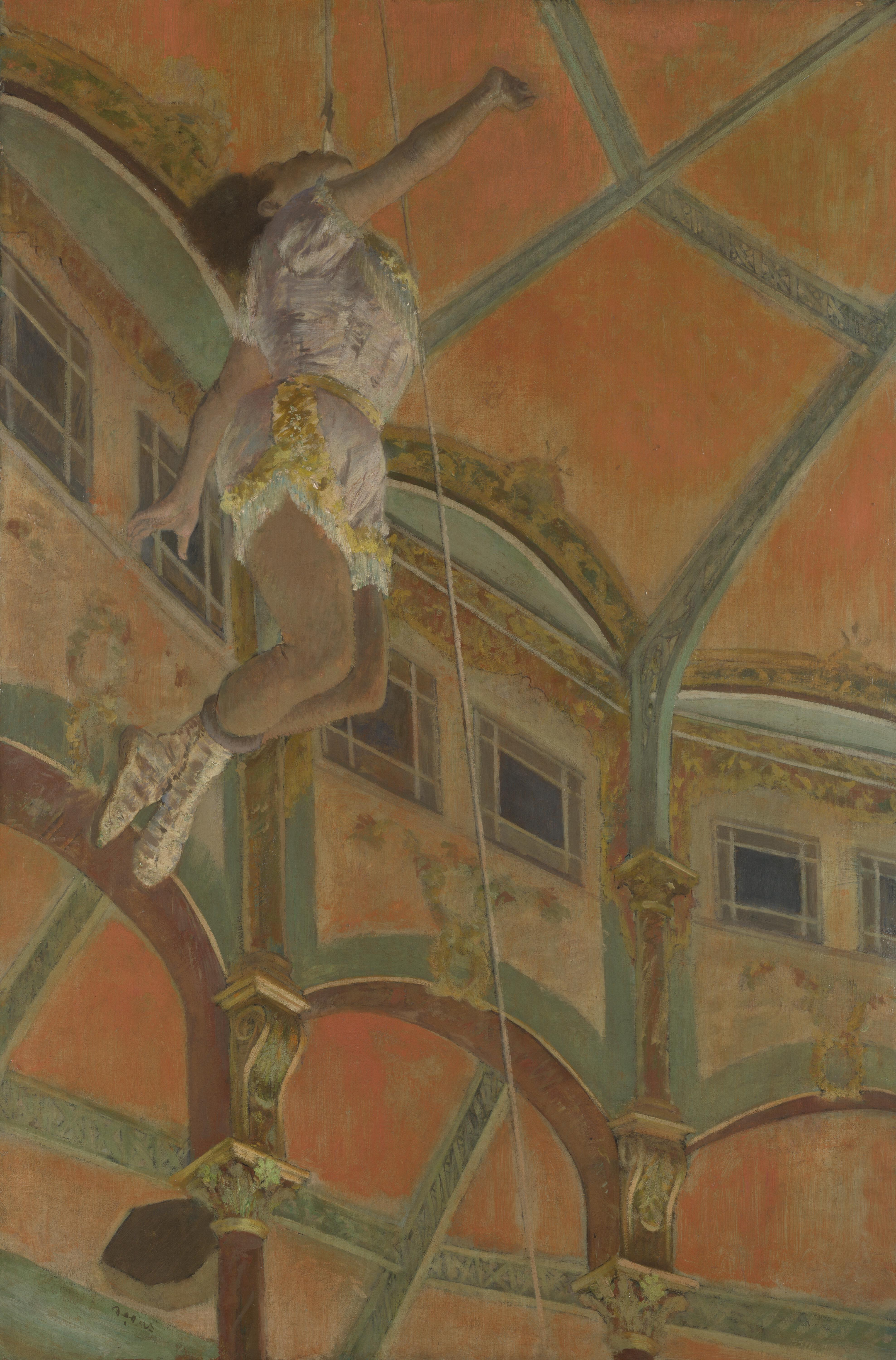
《費爾南德馬戲團的拉拉小姐》(Miss La La at the Cirque Fernando)，1873年－1875年，收藏於英國國家美術館
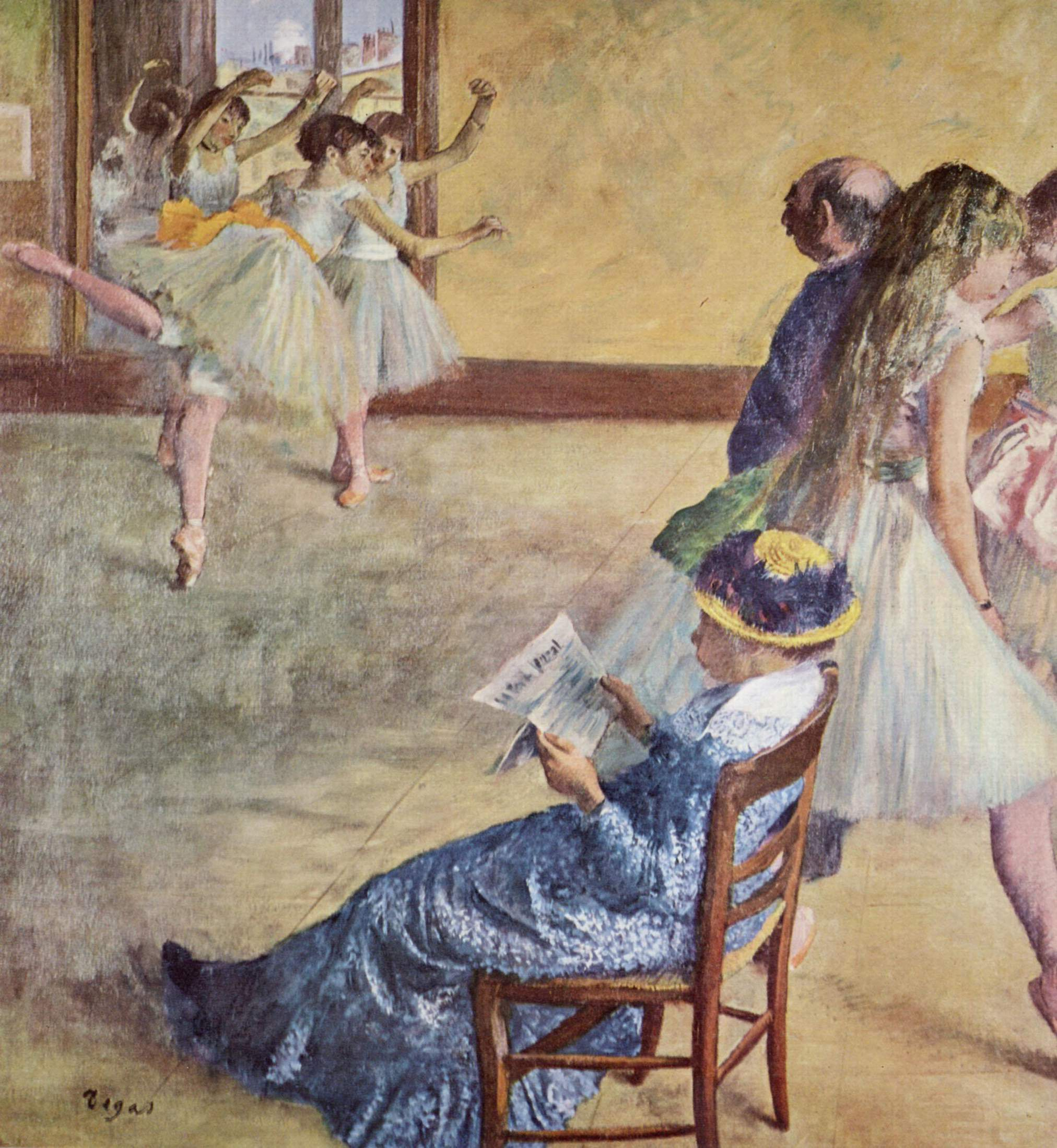
《芭蕾舞教室》(The Ballet Class)，1881年，收藏於美國賓夕法尼亞州費城藝術博物館
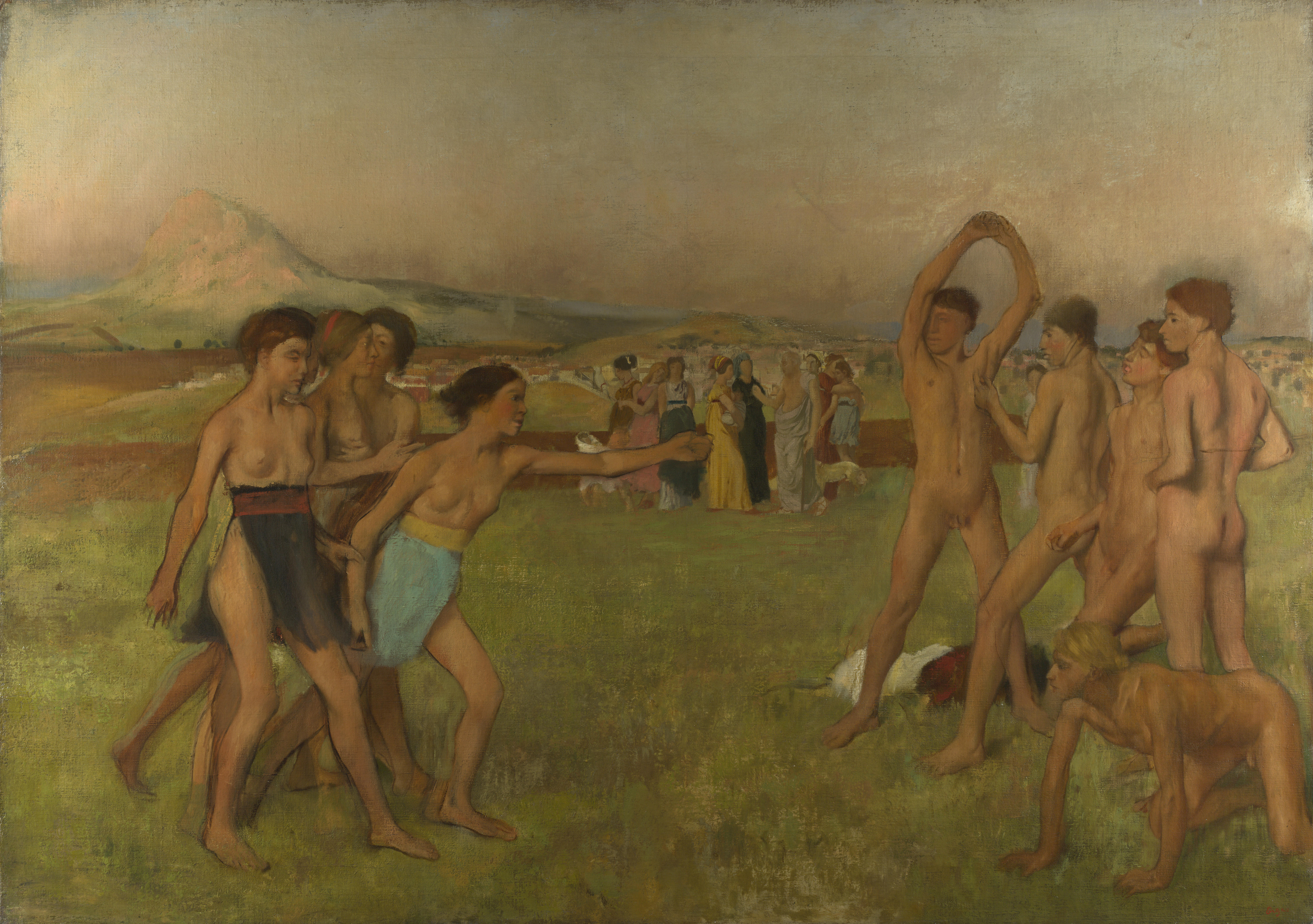
《斯巴达少年的训练》(Young Spartans Exercising)，1860年，收藏於英國國家美術館